# Premilcuore
Premilcuore ist eine italienische Gemeinde (comune) mit 688 Einwohnern (Stand 31. Dezember 2023) in der Provinz Forlì-Cesena in der Emilia-Romagna.

## Geographie

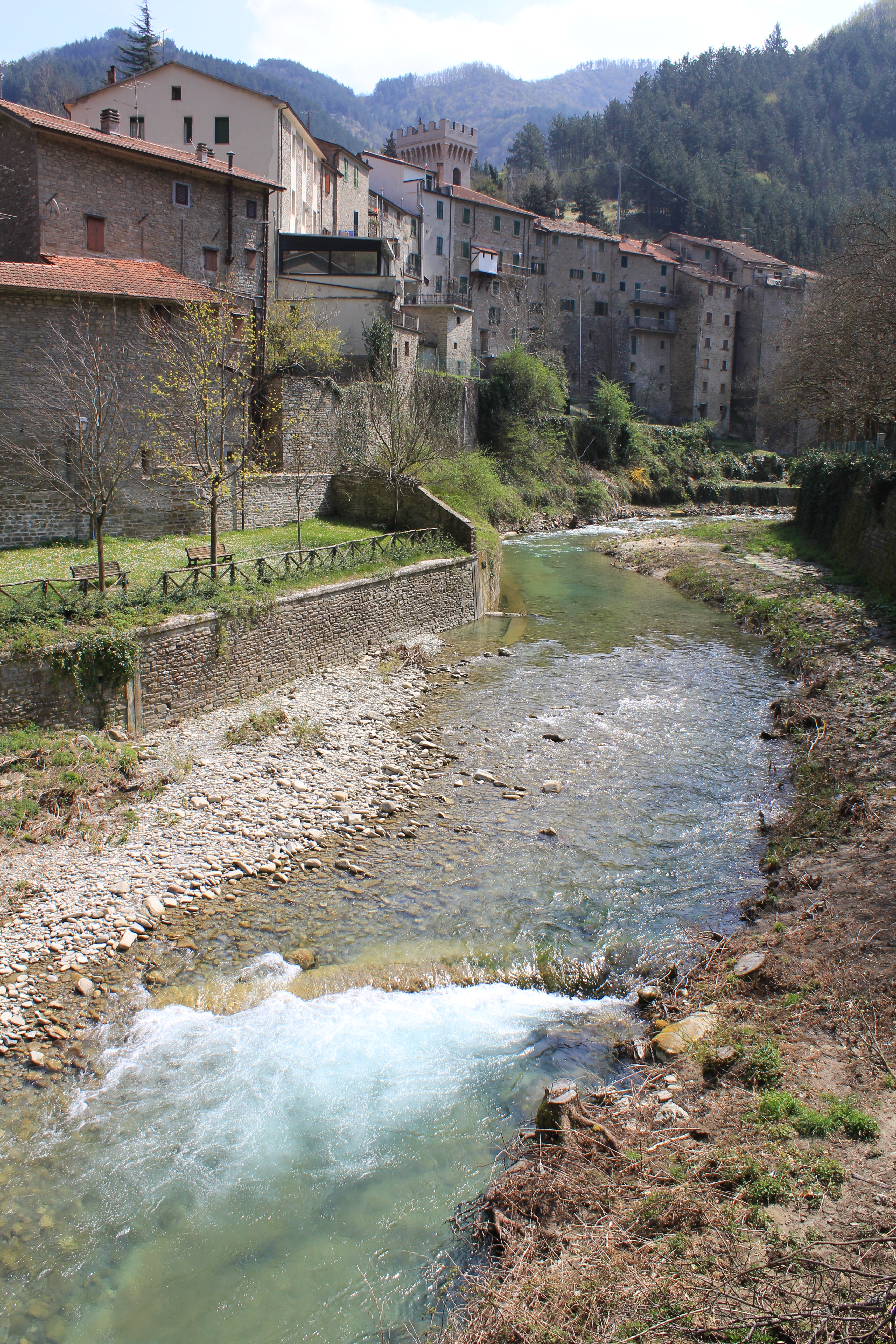
Der Fluss Rabbi in Premilcuore

Die Gemeinde liegt etwa 35 Kilometer südwestlich von Forlì und etwa 42 Kilometer südwestlich von Cesena am Fluss Rabbi im Parco nazionale delle Foreste Casentinesi, Monte Falterona e Campigna.
Die Nachbargemeinden sind Galeata, Portico e San Benedetto, Rocca San Casciano, San Godenzo (FI) und Santa Sofia.

## Geschichte
Die Ortschaft soll 295 nach Christus gegründet worden sein. Die Ortschaft ist allerdings erst 1124 in einem Dokument urkundlich nachzuweisen. Bis 1923 gehörte die Gemeinde noch zur Provinz Florenz (heute Metropolitanstadt Florenz, Toskana).

## Verkehr
Durch die Gemeinde führt die frühere Strada Statale 9ter del Rabbi (heute eine Provinzstraße) von Forlì nach Cavallino bei San Godenzo.